# 清水社口楊宅
24°16′15″N 120°34′13″E / 24.270933°N 120.570281°E
社口楊厝，是一座位在臺中市清水區的閩南漢人傳統宅第建築群。

## 歷史
本建築群所屬家族的渡臺第一代創始人為楊咸曲（1733年-1802年），他是楊賜保的第十五世孫；楊賜保是楊肅的第十四世孫，楊賜保在元代末期自南安遷居同安。
乾隆二十一年（1756年），楊咸曲、楊咸仙兄弟自泉州府同安縣蔡垻後洋鄉遷居臺灣，於臺灣府彰化縣大肚溪出海口北岸五汊港塗葛窟登陸，並定居於寓鰲頭。楊咸曲生三子，長子楊舒崑（1770年－1791年）、次子楊舒献（1778年－1852年）、三子楊舒霧（1788年－1829年）；楊咸仙無子，由楊舒献承繼楊咸仙之家業。
乾隆四十八年（1783年），楊咸曲時年50歲，向蔡樹雪購入西勢草厝三間。
道光七年（1827年），楊舒崑、楊舒献、楊舒霧三房分鬮；公業共治之前，西勢草厝西邊（帕瀑拉感恩社社口）陸續蓋了「社口舊瓦厝」（今社口楊厝）三座，門口有石頭堆砌的八卦井供楊氏族人使用。
同治元年（1862年），彰化縣城被戴潮春等人佔領後，大房四孫楊克湖（1827年－1890年）倡議捐助義勇兵團訓練鄉勇，後與按察使銜分巡臺灣兵備道丁曰健和周懋琦等重新佔領彰化縣城。
光緒八年（1882年），三房楊舒霧之子楊芳西（又名楊金波，1823年－1890年）年近六旬中舉，任職臺灣府提督兼臺灣道道臺，曾代表家族入住社口楊厝中棟，在大廳懸掛「明經進士」匾額，並於外前埕置提督旗杆座。該建築具晚清之官員宅第樣貌，尤圍牆之藍色牆面、屋脊之燕尾，以及外埕正中央之八卦井；廳門彩繪繪製於清光緒三年（1877年）。
北棟原為曾任臺中廳沙轆支廳大肚上堡牛罵頭區區長之楊咸仙四世孫楊澄若及其家族居住；楊肇嘉為其養子。楊肇嘉晚年遷居「六然居」後，北棟改由其弟楊天賦居住。
2010年，楊天賦之後代聯合姻親拆除北棟之日式外牆時，連同清同治年間所建穿斗式衍架廳堂本體一同拆除；清同治年間興修的主建物僅存中棟與南棟。經臺中市政府文化局緊急召開文化資產審議會審議通過，於同年7月21日公告指定「清水社口楊宅」為臺中縣縣定古蹟。
南棟原為楊舒崑派下楊清珠住所。

## 建築特色
社口楊厝以三棟併排之三合院為主軸，每棟都有內埕、外埕及外前埕；內埕為各家人的活動空間，外埕由僕人居住使用，外前埕則是開闊之廣場，中央有一座八卦井。
社口楊厝中棟的特色在於屋頂的燕尾脊；它們不像南棟只有馬鞍屋頂，屋脊燕尾也不像廟宇那樣高聳，而是在空中像燕尾一般向上平直伸展。

## 照片集

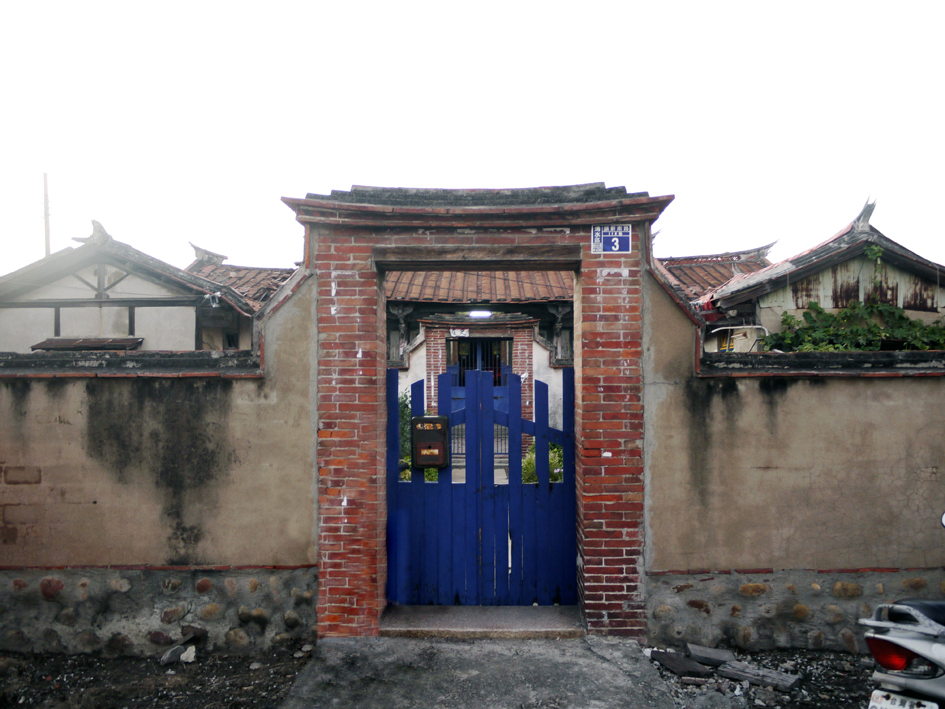
中棟，楊金波（芳西公）宅第。
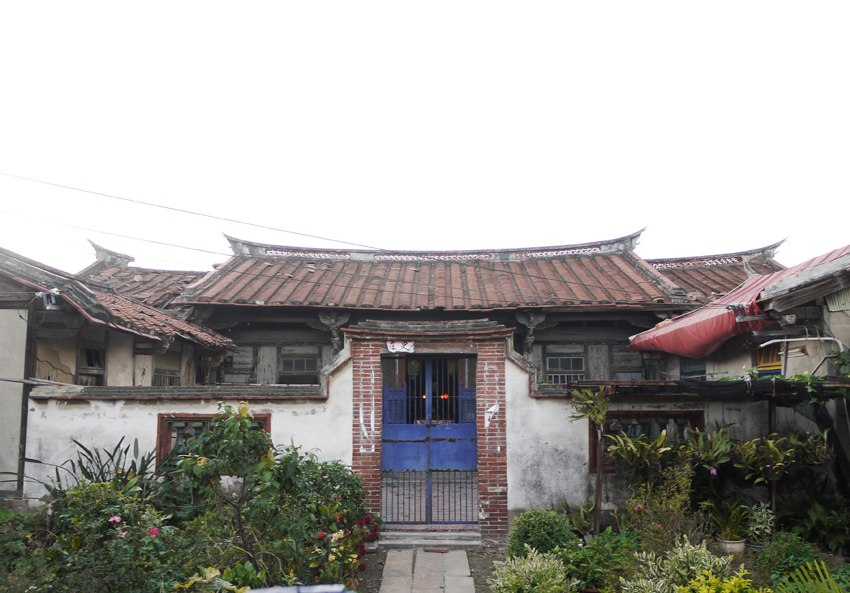
南棟，楊清珠宅第。
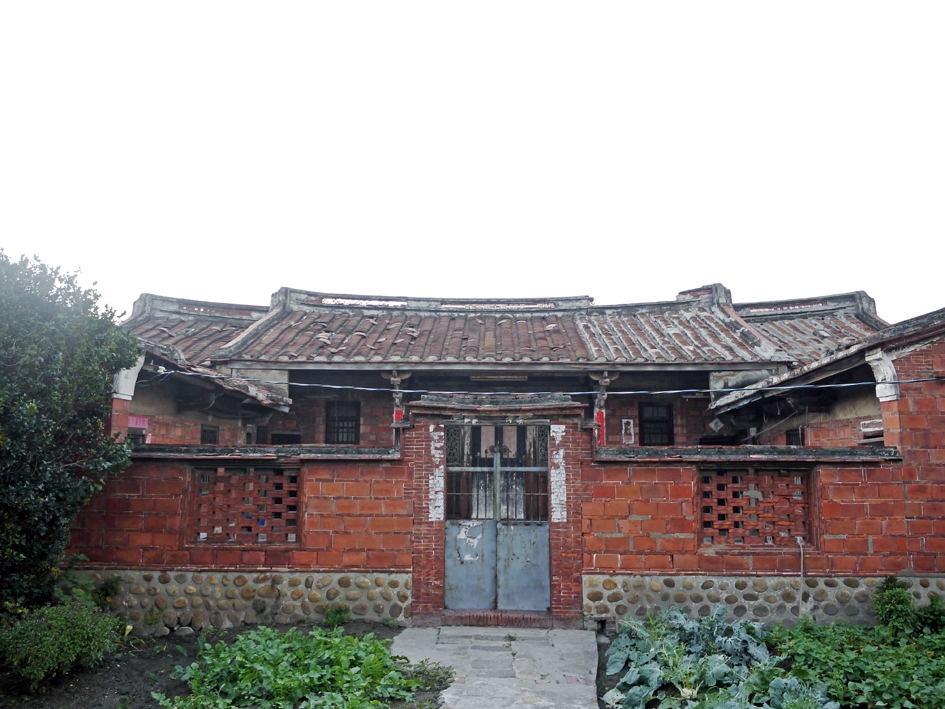
南棟之內院。
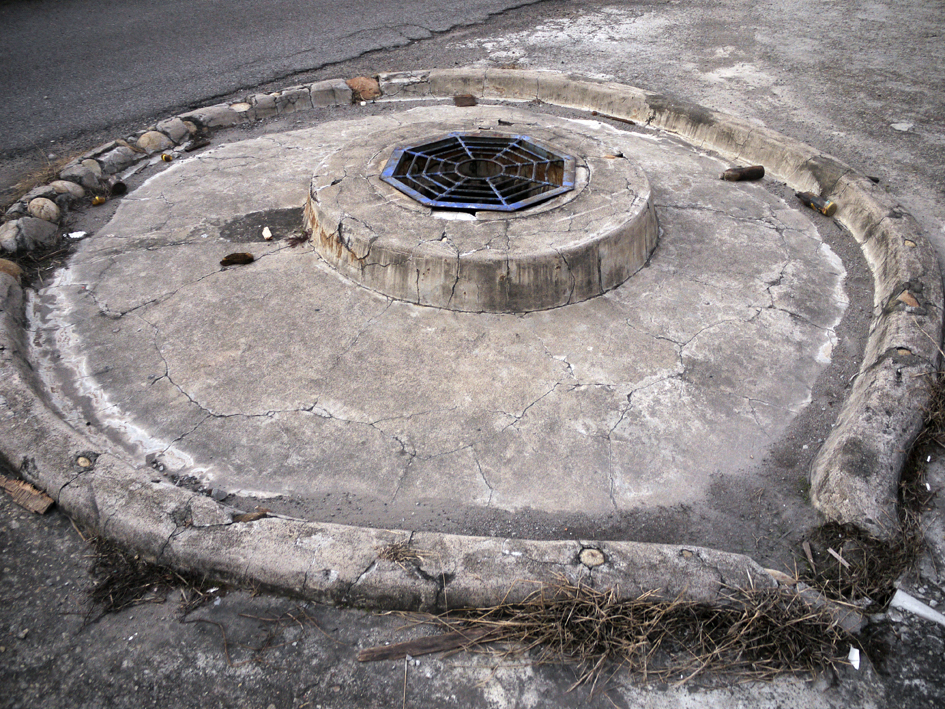
八卦井。
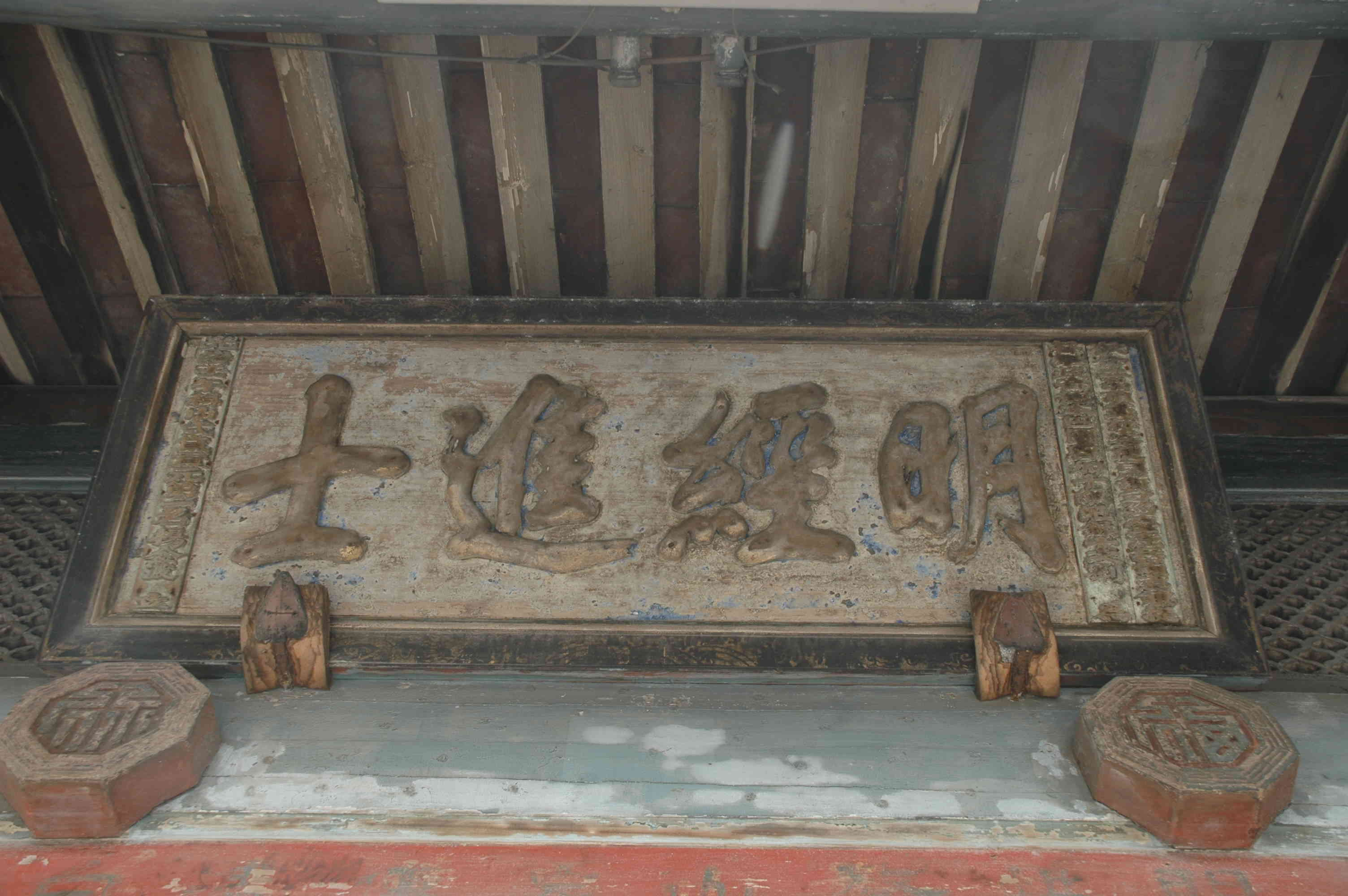
「明經進士」匾額。

## 社口楊家代表人物
- 楊金波
- 楊清珠
- 楊清和
- 楊清俊
- 楊肇嘉
- 楊天賦
- 楊緝熙
- 楊基先
- 楊基實
- 楊基銓
- 楊基振

## 外部連結
- 臺中市文化資產處 - 清水社口楊宅